# 洛克菲勒共和党

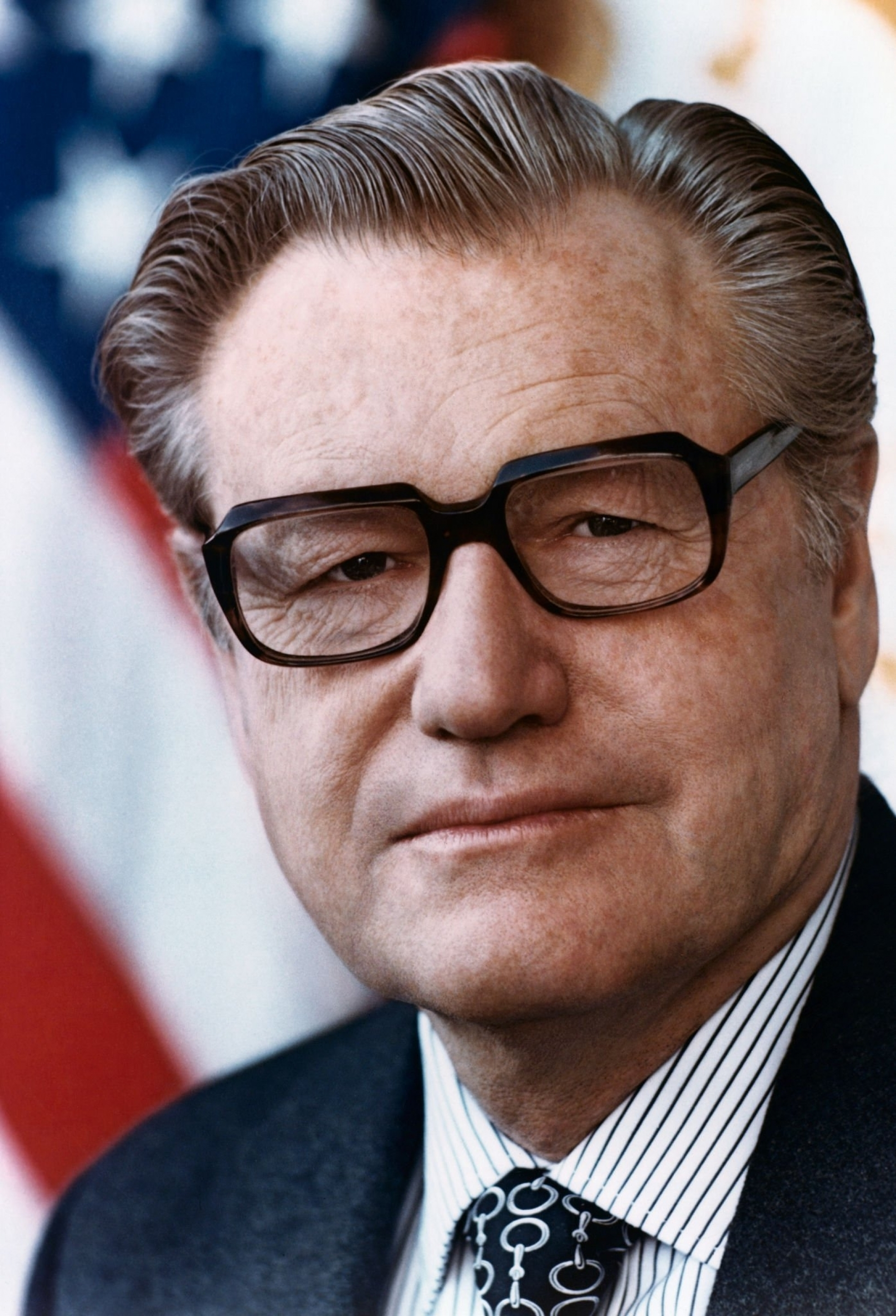
洛克菲勒共和党的名稱來源自纳尔逊·洛克菲勒

洛克菲勒共和党（Rockefeller Republican）是指活躍於1930-1970年代的美國共和党黨員，他们在美國国内问题上持温和以及自由主義的立場，立場與纳尔逊·洛克菲勒相近。洛克菲勒共和党人一般常見於美國东北和西海岸，其支持者也以自由派选民為主，而在美國南部和中西部则較少出現洛克菲勒共和党人。不過杰弗里·M·卡巴塞尔维斯（Geoffrey Kabaservice）指出，洛克菲勒共和党人在某些政策上与自由派保持一致，而在其他政策上則与保守派保持一致。
保守派已將洛克菲勒共和党用作貶稱，他们常用這一稱呼来贬低共和党内那些在重大社会问题上的观点被认为过于傾向自由主義的黨員。